# Демон-Бретон, Виржини
Виржини́ Демо́н-Брето́н (фр. Virginie Demont-Breton; 26 июля 1859, Курьер, департамент Па-де-Кале, Франция — 10 января 1935, Париж) — французская художница, академистка, представительница реализма.

## Биография
Родилась в семье художника Жюля Бретона. Племянница художника Эмиля Бретона (1831—1902).
Первые уроки живописи получила у отца.
Творческую деятельность начала в раннем возрасте. В 1879 впервые выставилась в Париже. В 1883 году была награждена золотой медалью на Международной колониально-экспортной выставке (нидер. Internationale Koloniale en Uitvoerhandel Tentoonstelling) в Амстердаме. Свои картины выставляла в парижском Салоне.
В 1880 году вышла замуж за художника Адриена Демона.
В 1890 году поселилась с мужем в небольшой деревушке Виссан, на Côte d’Opale, французском побережье Ла-Манша и Северного моря, где в следующем году по проекту бельгийского архитектора Эдмона де Винье построили виллу Typhonium. В 1985 году эта вилла была включена в список исторических памятников Франции.
В 1895—1901 годах Виржини Демон-Бретон была президентом Союза художниц и женщин-скульпторов (l’Union des femmes peintres et sculpteurs), членом которого она состояла с 1883 года. Под председательством Демон-Бретон и при содействии основательницы Союза Элен Берто ассоциация добилась серьёзных успехов — с 1897 года женщин начали принимать в «Школу изящных искусств». Отныне студентки-художницы получили возможность не только изучать живопись в академической обстановке, но и использовать ранее недоступные для них возможности, такие как работа с обнажёнными моделями. Кроме того, женщины-художницы получили право бороться за престижную Римскую премию.
Виржини Демон-Бретон была в делегации французских женщин-художниц, представленной на Всемирной выставке 1893 года в Чикаго.
В 1894 году была награждена орденом Почëтного легиона. В 1913 году избрана членом Королевской академии изящных искусств (Антверпен).
Работы художницы ныне хранятся в художественных музеях Арраса, Амстердама, Дуэ, Лилля, Лувре.

## «Муж в море», Винсент Ван Гог
На Салоне 1889 года Виржини Демон-Бретон выставила свою картину L’Homme est en mer. Несколько месяцев спустя Винсент Ван Гог, находясь в больнице для душевнобольных Сен-Поль в Сен-Реми-де-Прованс, выполнил копию этой картины с гравюры.

- Виржини Демон-Бретон. «Муж в море» (1889), местонахождение неизвестно
- Винсент Ван Гог. «Муж в море» (1889), частное собрание

## Избранные картины
- Мать с ребёнком у апельсинового дерева
- Жена рыбака
- Люди моря (1898)
- В прозрачной воде (1898)
- Первые брызги, первая дрожь (1900)
- На пляже